# Brđani Sokolovački
Brđani Sokolovački su naselje u Hrvatskoj u sastavu općine Sokolovca. Nalaze se u Koprivničko-križevačkoj županiji. 

## Zemljopis
Istočno su Gornji Maslarac i Hudovljani, sjeveroistočno je Peščenik, jugoistočno su Rovištanci i Križ Gornji, južno je Donji Maslarac, jugozapadno su Široko Selo i Ladislav Sokolovački, zapadno je Mala Mučna, sjeverozapadno su Srijem i Miličani.

## Stanovništvo
| broj stanovnika |       |       | 105   | 116   | 120   | 140   | 126   | 141   | 139   | 149   | 141   | 119   | 84    | 74    | 63    | 50    | 49    |
|                 | 1857. | 1869. | 1880. | 1890. | 1900. | 1910. | 1921. | 1931. | 1948. | 1953. | 1961. | 1971. | 1981. | 1991. | 2001. | 2011. | 2021. |